# Швеция на летних Олимпийских играх 1996
Швеция на летних Олимпийских играх 1996 года была представлена 177 спортсменами (111 мужчин и 66 женщин), которые приняли участие в 22 видах спорта. Самым молодым участником сборной стала 14-летняя прыгунья в воду Анна Линдберг, самым опытным — 62-летний стрелок Рагнар Сканокер. В Атланте Швеция завоевала 8 медалей разного достоинства (2 золотых, 4 серебряных и 2 бронзовых).

## Медалисты
| Швеция на Олимпиаде 1996 года в Атланте | Швеция на Олимпиаде 1996 года в Атланте | Швеция на Олимпиаде 1996 года в Атланте | Швеция на Олимпиаде 1996 года в Атланте     | Швеция на Олимпиаде 1996 года в Атланте |
| Медаль                                  | Спортсмен | Вид спорта                              | Дисциплина                                  | Результат                               |
| --------------------------------------- | --- | --------------------------------------- | ------------------------------------------- | --------------------------------------- |
| Золото                                  | Людмила Энквист | Лёгкая атлетика                         | 100 м с барьерами, женщины                  | 12.58                                   |
| Золото                                  | Агнета Андерссон Сюзанна Гуннарссон | Гребля на байдарках и каноэ             | Женщины, каноэ-двойки, 500 метров           | 1:39.329                                |
| Серебро                                 | Магнус Андерссон Роберт Андерссон Пер Карлен Мартин Френдешьё Эрик Хаяс Роберт Хедин Андреас Ларссон Ола Линдгрен Стефан Лёвгран Матс Ольссон Стаффан Ольссон Йохан Петерссон Томас Сивертссон Томас Свенссон Пьер Торссон Магнус Висландер | Гандбол                                 | Мужчины                                     |                                         |
| Серебро                                 | Магнус Петерссон | Стрельба из лука                        | Мужчины, личное первенство                  |                                         |
| Серебро                                 | Ларс Фрёландер Андерс Хольмертц Андерс Люрбринг Кристер Валлин | Плавание                                | Эстафета 4×200 м, вольный стиль, мужчины    | 7.17,56                                 |
| Серебро                                 | Бобби Лохзе Ханс Валлен | Парусный спорт                          | Звёздный, двухместная килевая яхта, мужчины |                                         |
| Бронза                                  | Агнета Андерссон Ингела Эрикссон Анна Ульссон Сусанна Русенквист | Гребля на байдарках и каноэ             | Женщины, каноэ-четвёрки, 500 метров         | 1:32.917                                |
| Бронза                                  | Микаэль Юнгберг | Борьба                                  | Греко-римская борьба — 100 кг, мужчины      |                                         |

## Результаты соревнований

### Водные виды спорта

#### Прыжки в воду
По итогам предварительных 6 прыжков в полуфинал проходило 18 спортсменов. Далее прыгуны выполняли по 5 прыжков из обязательной программы, результаты которых суммировались с результатами предварительных прыжков. По общей сумме баллов определялись финалисты соревнований. Финальный раунд, состоящий из 6 прыжков, спортсмены начинали с результатом, полученным в полуфинале.
Мужчины
| Соревнование      | Спортсмены       | Предварительный раунд | Предварительный раунд | Полуфинал            | Полуфинал            | Сумма                | Сумма                | Финал                | Финал                | Итог                 | Итог                 |
| Соревнование      | Спортсмены       | Результат             | Место                 | Результат            | Место                | Результат            | Место                | Результат            | Место                | Результат            | Место                |
| ----------------- | ---------------- | --------------------- | --------------------- | -------------------- | -------------------- | -------------------- | -------------------- | -------------------- | -------------------- | -------------------- | -------------------- |
| трамплин, 3 метра | Джимми Шёдин     | 339,93                | 20                    | Завершил выступление | Завершил выступление | Завершил выступление | Завершил выступление | Завершил выступление | Завершил выступление | Завершил выступление | Завершил выступление |
| трамплин, 3 метра | Йоаким Андерссон | 331,83                | 22                    | Завершил выступление | Завершил выступление | Завершил выступление | Завершил выступление | Завершил выступление | Завершил выступление | Завершил выступление | Завершил выступление |

Женщины
| Соревнование      | Спортсмены    | Предварительный раунд | Предварительный раунд | Полуфинал | Полуфинал | Сумма     | Сумма | Финал     | Финал | Итог      | Итог  |
| Соревнование      | Спортсмены    | Результат             | Место                 | Результат | Место     | Результат | Место | Результат | Место | Результат | Место |
| ----------------- | ------------- | --------------------- | --------------------- | --------- | --------- | --------- | ----- | --------- | ----- | --------- | ----- |
| трамплин, 3 метра | Анна Линдберг | 292,02                | 2 Q                   | 220,29    | 4         | 512,31    | 2 Q   | 269,52    | 9     | 489,81    | 8     |